# Pieczenga (rzeka)
Pieczenga (ros. Печенга, fiń. Petsamonjoki) – rzeka w Rosji w obwodzie murmańskim. Długość wynosi 101 km, powierzchnia zlewni 1820 km². Wypływa z jeziora bez nazwy, w którym bierze również początek rzeka Akkim. Uchodzi do zatoki Pieczengskaja guba, części Morza Barentsa. Przy ujściu leży miasto Peczenga.
Do dopływów Pieczengi należą: Namajoki, Niasiukkiajoki, Małaja Pieczenga.